# Trophée Calder
Pour les articles homonymes, voir Calder.
Ne doit pas être confondu avec Coupe Calder.
Le trophée Calder (Calder Memorial Trophy) est remis au joueur de hockey sur glace qui a su démontrer des qualités exceptionnelles durant sa première saison en tant que joueur dans la Ligue nationale de hockey (« Rookie of the Year »).
L'ensemble des joueurs qui font leur première saison dans la LNH sont nommés les « recrues », « rookie » en anglais.

## Histoire
Le trophée porte le nom de Frank Calder qui a été le premier président de la ligue jusqu'en 1943. L'honneur d'être désigné meilleure « recrue » date de la saison 1932-1933 de la LNH mais c'est seulement au cours de la saison 1936-1937 de la LNH que le trophée fut remis pour la première fois à l'initiative de Calder. À sa mort, le trophée change de nom et prend le complément, en anglais, Memorial.

## Conditions
Sont considérés comme « recrues », donc éligible pour ce trophée, les joueurs répondant à chacun de ces trois critères :
1. Être âgé de moins de 26 ans le 15 septembre de l'année du début de la saison de LNH. Un joueur âgé de 26 ans le 15 septembre précédant le début de saison ne sera donc automatiquement plus considéré comme recrue.
2. Ne pas avoir joué plus de 25 matchs lors d'une précédente saison.
3. Ne pas avoir joué plus de 6 matchs lors de chacune des deux précédentes saisons dans toute ligue professionnelle importante.

## Lauréats du trophée Calder
Liste des récipiendaires :
- 1933 – Carl Voss, Red Wings de Détroit
- 1934 – Russell Blinco, Maroons de Montréal
- 1935 – David Schriner, Americans de New York
- 1936 – Michael Karakas, Blackhawks de Chicago
- 1937 – Sylvanus Apps, Maple Leafs de Toronto
- 1938 – Carl Dahlstrom, Blackhawks de Chicago
- 1939 – Francis Brimsek, Bruins de Boston
- 1940 – James MacDonald, Rangers de New York
- 1941 – John Quilty, Canadiens de Montréal
- 1942 – Grant Warwick, Rangers de New York
- 1943 – Gaye Stewart, Maple Leafs de Toronto
- 1944 – August Bodnar, Maple Leafs de Toronto
- 1945 – Francis McCool, Maple Leafs de Toronto
- 1946 – Edgar Laprade, Rangers de New York
- 1947 – Howard Meeker, Maple Leafs de Toronto
- 1948 – James McFadden, Red Wings de Détroit
- 1949 – Pentti Lund, Rangers de New York
- 1950 – John Gelineau, Bruins de Boston
- 1951 – Terrance Sawchuk, Red Wings de Détroit
- 1952 – Bernard Geoffrion, Canadiens de Montréal
- 1953 – Lorne Worsley, Rangers de New York
- 1954 – Camille Henry, Rangers de New York
- 1955 – Edward Litzenberger, Blachawks de Chicago
- 1956 – Glenn Hall, Red Wings de Détroit
- 1957 – Lawrence Regan, Bruins de Boston
- 1958 – Francis Mahovlich, Maple Leafs de Toronto
- 1959 – Ralph Backstrom, Canadiens de Montréal
- 1960 – William Hay, Blackhawks de Chicago
- 1961 – David Keon, Maple Leafs de Toronto
- 1962 – Robert Rousseau, Canadiens de Montréal
- 1963 – Kent Douglas, Maple Leafs de Toronto
- 1964 – Jacques Laperrière, Canadiens de Montréal
- 1965 – Roger Crozier, Red Wings de Détroit
- 1966 – Briton Selby, Maple Leafs de Toronto
- 1967 – Robert Orr, Bruins de Boston
- 1968 – Derek Sanderson, Bruins de Boston
- 1969 – Daniel Grant, North Stars du Minnesota
- 1970 – Anthony Esposito, Blackhawks de Chicago
- 1971 – Gilbert Perreault, Sabres de Buffalo
- 1972 – Kenneth Dryden, Canadiens de Montréal
- 1973 – Stephen Vickers, Rangers de New York
- 1974 – Denis Potvin, Islanders de New York
- 1975 – Eric Vail, Flames d'Atlanta
- 1976 – Bryan Trottier, Islanders de New York
- 1977 – Willi Plett, Flames d'Atlanta
- 1978 – Michael Bossy, Islanders de New York
- 1979 – Robert Smith, North Stars du Minnesota
- 1980 – Raymond Bourque, Bruins de Boston
- 1981 – Peter Šťastný, Nordiques de Québec
- 1982 – Dale Hawerchuk, Jets de Winnipeg
- 1983 – Steven Larmer, Blackhawks de Chicago
- 1984 – Thomas Barrasso, Sabres de Buffalo
- 1985 – Mario Lemieux, Penguins de Pittsburgh
- 1986 – Gary Suter, Flames de Calgary
- 1987 – Luc Robitaille, Kings de Los Angeles
- 1988 – Joseph Nieuwendyk, Flames de Calgary
- 1989 – Brian Leetch, Rangers de New York
- 1990 – Sergueï Makarov, Flames de Calgary
- 1991 – Edward Belfour, Blackhawks de Chicago
- 1992 – Pavel Boure, Canucks de Vancouver
- 1993 – Teemu Selänne, Jets de Winnipeg
- 1994 – Martin Brodeur, Devils du New Jersey
- 1995 – Peter Forsberg, Nordiques de Québec
- 1996 – Daniel Alfredsson, Sénateurs d'Ottawa
- 1997 – Bryan Berard, Islanders de New York
- 1998 – Sergueï Samsonov, Bruins de Boston
- 1999 – Christopher Drury, Avalanche du Colorado
- 2000 – Scott Gomez, Devils du New Jersey
- 2001 – Ievgueni Nabokov, Sharks de San José
- 2002 – Daniel Heatley, Thrashers d'Atlanta
- 2003 – Barret Jackman, Blues de Saint-Louis
- 2004 – Andrew Raycroft, Bruins de Boston
- 2005 – aucun gagnant, saison annulée
- 2006 – Aleksandr Ovetchkine, Capitals de Washington
- 2007 – Ievgueni Malkine, Penguins de Pittsburgh
- 2008 – Patrick Kane, Blackhawks de Chicago
- 2009 – Steve Mason, Blue Jackets de Columbus
- 2010 – Tyler Myers, Sabres de Buffalo
- 2011 – Jeffrey Skinner, Hurricanes de la Caroline
- 2012 – Gabriel Landeskog, Avalanche du Colorado
- 2013 – Jonathan Huberdeau, Panthers de la Floride
- 2014 – Nathan MacKinnon, Avalanche du Colorado
- 2015 – Aaron Ekblad, Panthers de la Floride
- 2016 – Artemi Panarine, Blackhawks de Chicago
- 2017 – Auston Matthews, Maple Leafs de Toronto
- 2018 – Mathew Barzal, Islanders de New York
- 2019 – Elias Pettersson, Canucks de Vancouver
- 2020 – Cale Makar, Avalanche du Colorado
- 2021 – Kirill Kaprizov, Wild du Minnesota
- 2022 – Moritz Seider, Red Wings de Détroit
- 2023 – Matthew Beniers, Kraken de Seattle
- 2024 – Connor Bedard, Blackhawks de Chicago
- 2025 – Lane Hutson, Canadiens de Montréal